# Plectenchyme

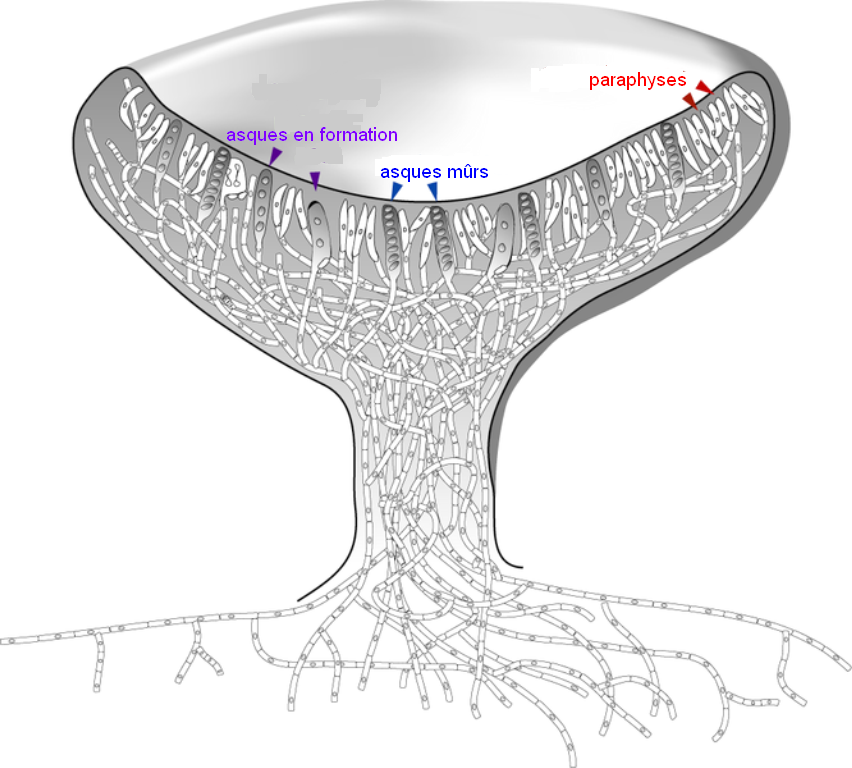
Coupe d'une apothécie, un type particulier de sporophore

Le plectenchyme est un faux tissu, parfois très structuré, formé de l'association d'hyphes mycéliens ou de filaments algaires. 
Exemples : Partie fongique des lichens, rhizomorphe, sclérote, sporophore (aussi appelé carpophore ou fructification) des basidiomycètes et ascomycètes…